# Luis Tenorio
Luis Tenorio (Esmeraldas, Ecuador; 23 de mayo de 1975) es un exfutbolista y entrenador de fútbol ecuatoriano. Se desempeñaba como defensa central y actualmente dirige a Vargas Torres de la Serie B de Ecuador.

## Clubes

### Como jugador
| Club                 | País    | Año       |
| -------------------- | ------- | --------- |
| Esmeraldas Petrolero | Ecuador | 1992-1994 |
| Aucas                | Ecuador | 1995-1996 |
| Espoli               | Ecuador | 1997-2004 |
| Emelec               | Ecuador | 2005      |
| Deportivo Cuenca     | Ecuador | 2006-2007 |
| Deportivo Quito      | Ecuador | 2008-2009 |
| Deportivo Quevedo    | Ecuador | 2011      |
| Liga de Loja         | Ecuador | 2011      |
| Huracán S. C.        | Ecuador | 2012      |
| Rocafuerte S. C.     | Ecuador | 2013      |
| Esmeraldas Petrolero | Ecuador | 2014      |

### Como entrenador
| Club          | País    | Año       |
| ------------- | ------- | --------- |
| Clan Juvenil  | Ecuador | 2017-2018 |
| Vargas Torres | Ecuador | 2019-act. |

## Palmarés

### Como jugador

#### Campeonatos nacionales
| Título             | Club            | País    | Año  |
| ------------------ | --------------- | ------- | ---- |
| Serie A de Ecuador | Deportivo Quito | Ecuador | 2008 |
| Serie A de Ecuador | Deportivo Quito | Ecuador | 2009 |

### Como entrenador

#### Campeonatos provinciales
| Título                          | Club          | País    | Año  |
| ------------------------------- | ------------- | ------- | ---- |
| Segunda Categoría de Esmeraldas | Vargas Torres | Ecuador | 2019 |
| Segunda Categoría de Esmeraldas | Vargas Torres | Ecuador | 2021 |